# Daniel O. Hastings

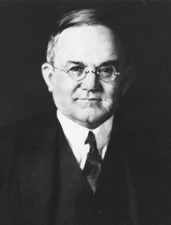
Daniel O. Hastings

Daniel Oren Hastings (* 5. März 1874 in Princess Anne, Somerset County, Maryland; † 9. Mai 1966 in Wilmington, Delaware) war ein US-amerikanischer Politiker (Republikanische Partei), der den Bundesstaat Delaware im US-Senat vertrat.
Daniel Hastings, der als Junge Privatunterricht erhielt, zog 1894 nach Wilmington in Delaware. Er wurde an der juristischen Fakultät der Columbian University in Washington, D.C. ausgebildet und 1902 in die Anwaltskammer aufgenommen, woraufhin er als Jurist in Wilmington zu praktizieren begann.
Sein erstes öffentliches Amt übernahm Hastings im Jahr 1904 als stellvertretender Attorney General seines Staates. Dies blieb er bis zum Januar 1909, als er zum Secretary of State von Delaware berufen wurde. Diesen Posten übte er jedoch nur bis zum Juni desselben Jahres aus; dann folgte er einer Berufung an der Obersten Gerichtshof von Delaware. Das Richteramt legte er dann im Januar 1911 nieder. In der Folge war er Rechtsberater des Parlaments von Delaware, Staatsanwalt von Wilmington und Richter am dortigen städtischen Gerichtshof.
Am 10. Dezember 1928 zog Daniel Hastings in den US-Senat ein, nachdem er zum Nachfolger des zurückgetretenen T. Coleman du Pont ernannt worden war. Er entschied die Nachwahl für die restliche Amtszeit ebenso für sich wie die nächste reguläre Senatswahl, sodass er bis zum 2. Januar 1937 im Kongress verblieb. Bei der Wahl 1936 musste er jedoch eine deutliche Niederlage gegen den Demokraten James H. Hughes hinnehmen und somit aus dem Senat ausscheiden.
Hastings, der zeitweise auch Mitglied des Republican National Committee war, arbeitete danach wieder als Jurist in Wilmington, wo er auch im Mai 1966 starb.